# Thespesia garckeana
Thespesia garckeana är en malvaväxtart som beskrevs av F. Hoffm.. Thespesia garckeana ingår i släktet Thespesia och familjen malvaväxter. Utöver nominatformen finns också underarten T. g. schliebenii.